# Гуттация

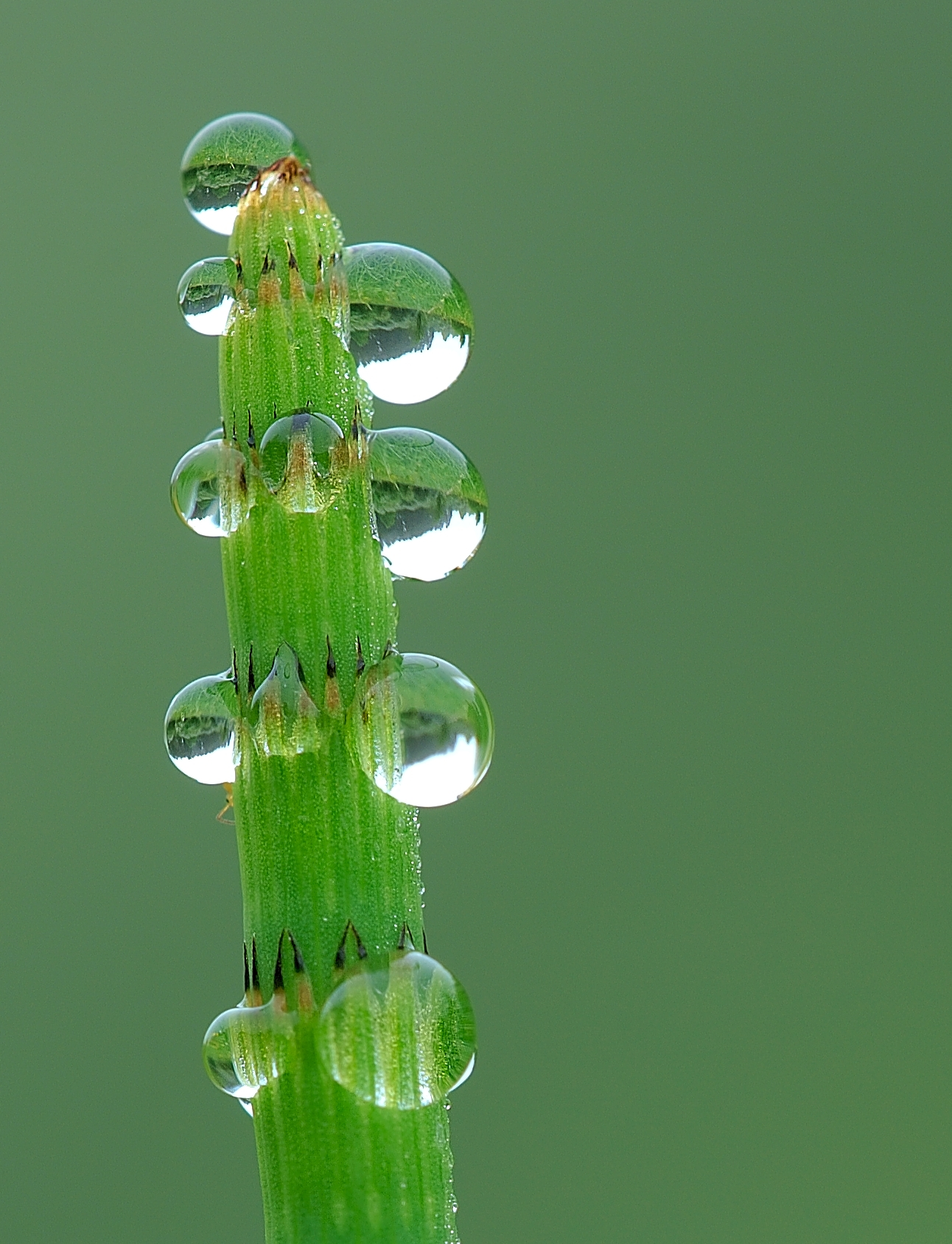

Гутта́ция (от лат. gutta — «капля») — процесс выведения воды в виде капель жидкости на поверхности растения гидатодами. Происходит вследствие понижения скорости транспирации при обычном уровне корневого давления. Слабая освещённость, отсутствие ветра, а также  высокая влажность способствуют гуттации. Гуттация весьма обычна у многих растений влажных тропических лесов (например, цезальпинии дождевой), часто наблюдается на кончиках листьев молодых проростков. В умеренных широтах из древесных растений интенсивно гуттирует ива ломкая.
Гуттация также наблюдается у орхидей. 
Гуттацию не следует путать с росой.